# Dansk Sprognævn

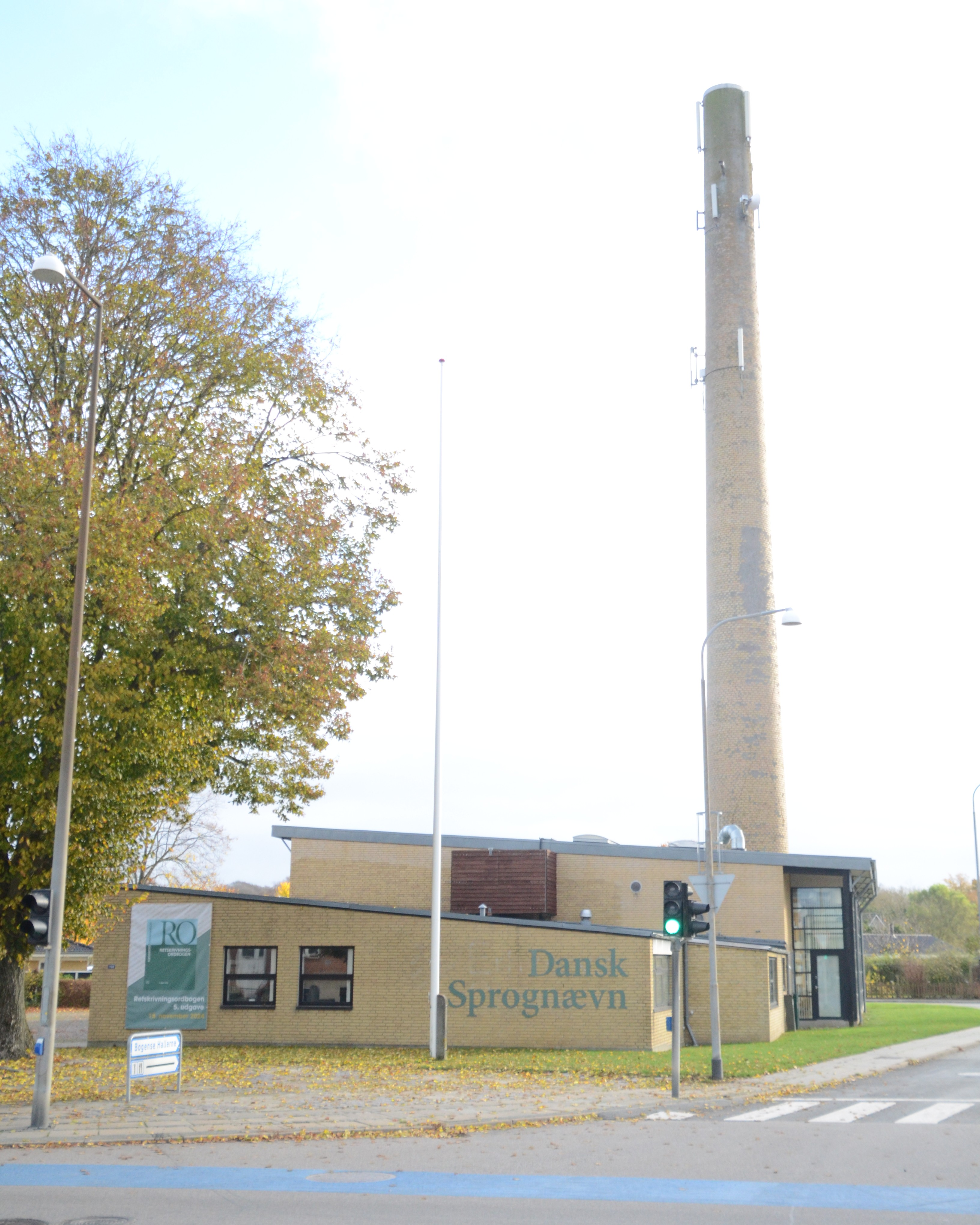
Siedziba Rady w Bogense

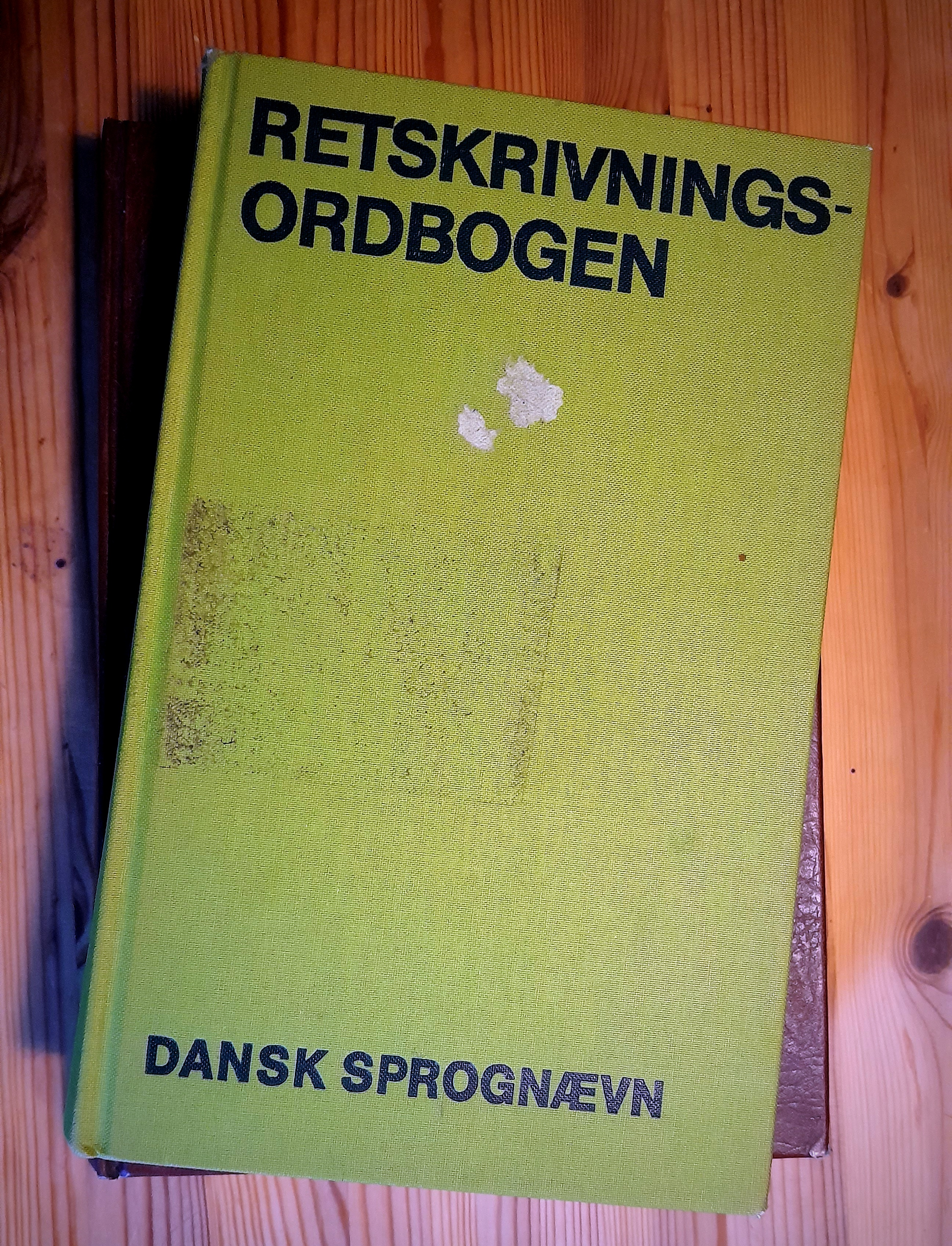
Retskrivningsordbogen

Dansk Sprognævn (duń. Rada Języka Duńskiego; wymowaⓘ) to oficjalna komisja specjalistów zajmujących się językiem duńskim. Rada powstała w roku 1955 i podlega pod duńskie Ministerstwo Kultury. Początkowo zlokalizowana była na Uniwersytecie Kopenhaskim, po 2019 roku siedzibę ma w Bogense.
Trzema głównymi zadaniami Rady są:
1. śledzenie rozwoju języka
2. udzielanie odpowiedzi na pytania zw. z językiem duńskim i jego użyciem, a także z pisownią i wymową nazw obcojęzycznych
3. wydawanie publikacji na temat języka duńskiego we współpracy z terminologami, leksykografami oraz instytucjami ustalającymi nazwy miejsc, produktów i nazwiska osób;

Co roku Rada publikuje oficjalny słownik ortograficzny języka duńskiego (Retskrivningsordbogen). Rada zapobiega również zastrzeganiu rzeczowników pospolitych jako nazw handlowych.
Rada ściśle współpracuje ze swoimi odpowiednikami w pozostałych krajach skandynawskich (Språkrådet w Norwegii i Svenska språkrådet w Szwecji), aby nie dopuścić do sytuacji, w której języki te, obecnie wzajemnie zrozumiałe, zaczęły się zbyt różnić.